# George Legge (3e comte de Dartmouth)
Pour les articles homonymes, voir George Legge.
George Legge (3 octobre 1755 - 10 novembre 1810), 3e comte de Dartmouth (en), est un homme politique britannique.

## Biographie
Fils de William Legge, il est membre de la Chambre des communes de 1778 à 1784.
Il succède a son père dans le titre de comte de Dartmouth (en) et à la Chambre des lords en 1801.
Il est successivement President of the Board of Control (en) de 1801 à 1802, Lord Steward de 1802 à 1804, Lord Chambellan de 1804 à 1810.
Membre de la Royal Society, il est le premier président de la British Institution.

## Source de la traduction
- (en) Cet article est partiellement ou en totalité issu de l’article de Wikipédia en anglais intitulé « George Legge, 3rd Earl of Dartmouth » (voir la liste des auteurs).